# حسین سعید (بازیکن هندبال)
حسین سعید (انگلیسی: Hussain Said؛ زادهٔ ۱۰ ژانویهٔ ۱۹۷۷) بازیکن هندبال اهل مصر بود.